# Winfield Woolworth
Frank Winfield Woolworth (* 13. April 1852 in Rodman, New York; † 8. April 1919 in Glen Cove, New York) war ein US-amerikanischer Unternehmer und Gründer der Kaufhaus- und Supermarktkette Woolworth.

## Leben

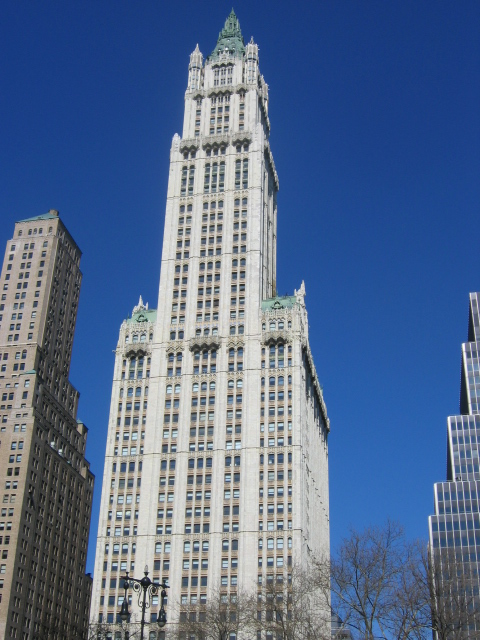
Woolworth Building, Manhattan, NYC

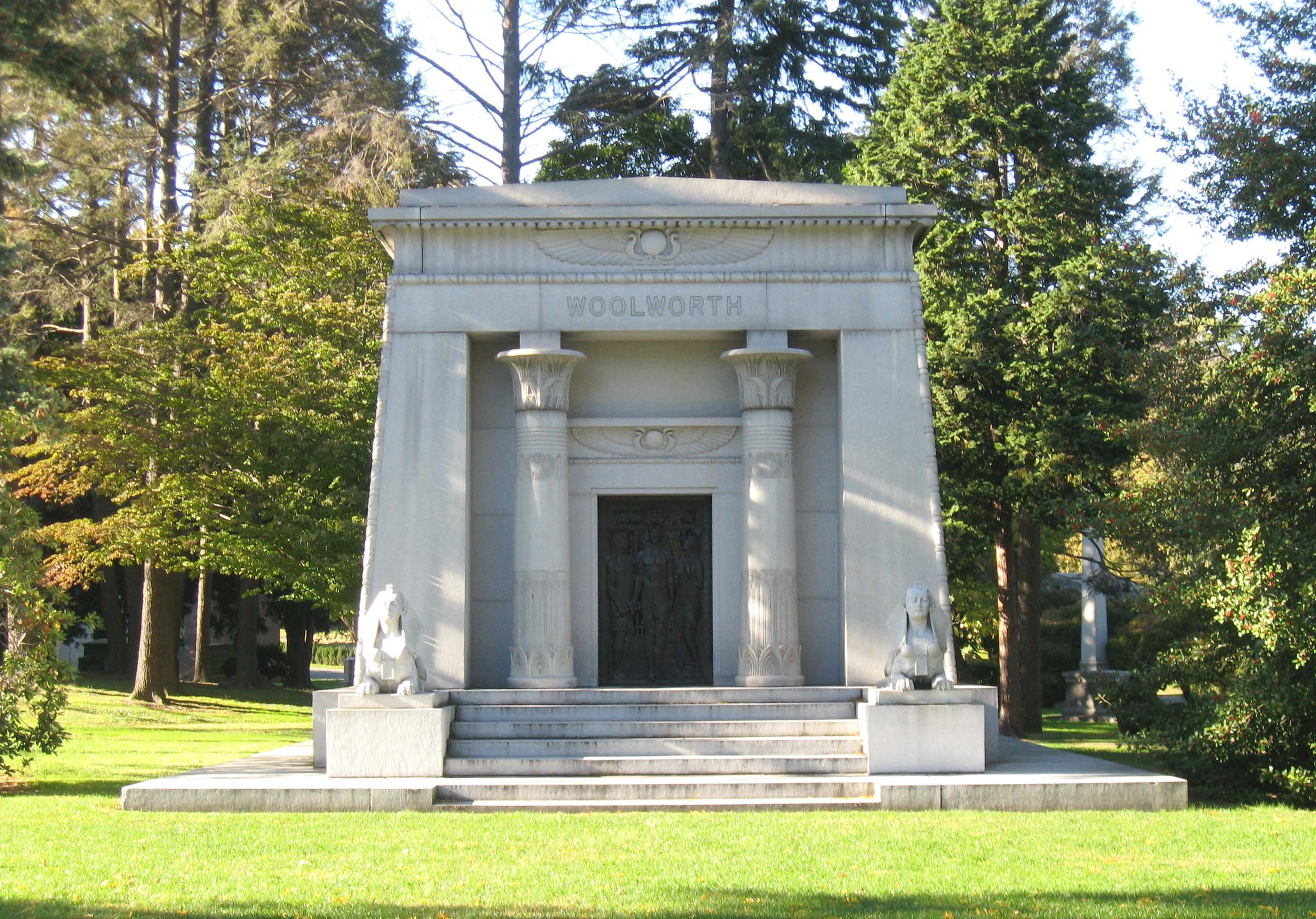
Woolworth-Mausoleum auf dem Woodlawn Cemetery, NYC, Bronx

Winfield Woolworth war der Sohn des Kartoffelbauern John Hubbell Woolworth und dessen Frau Fanny McBrier. Der Bauernsohn absolvierte eine Lehre als Einzelhandelskaufmann. Am 11. Juni 1876 heiratete er Jennie Creighton (1853–1924), mit der er drei Töchter hatte: Helena Maud Woolworth McCann (1878–1938), Edna Woolworth Hutton (1883–1917) und Jessie May Woolworth Donahue (1886–1971).
1879 lieh sich Woolworth 300 Dollar und machte sich mit seinem ersten Fünf-Cent-Store in Utica (New York) am 22. Februar 1879 selbstständig, doch innerhalb weniger Wochen zeichnete sich ein Misserfolg ab. Bei seinem zweiten Geschäft in Lancaster (Pennsylvania), gegründet im April 1879, erweiterte er das Konzept, um auch Waren zu integrieren, deren Preis mit 10 Cent festgesetzt wurde. Dieser Laden war erfolgreich, und Woolworth und sein Bruder, Charles Sumner Woolworth, eröffneten in der Folge viele weitere Fünf-und-10-Cent-Läden (five and dime stores), also Billigläden mit Vollsortiment. Das Geschäftsmodell war in der Zeit der großen Einwandererwellen in die USA äußerst erfolgreich. 1904 gehörten ihm 76 Warenhäuser in zehn Bundesstaaten, 1905 ging sein Unternehmen an die Börse.
1913 errichtete Woolworth als Firmenzentrale in New York das Woolworth Building; bis 1930 war es mit 241 Metern Höhe das höchste Gebäude der Welt. Winfield Woolworth bezahlte den damals 13,5 Mio. US-Dollar teuren Bau in bar. Bereits 1893 hatte Woolworth das Wohnhaus Woolworth Mansion an der Ecke 80th Street/Fifth Avenue in New York errichten lassen. Mit einem Kaufpreis von 90 Millionen US-Dollar (etwa 66,6 Millionen Euro) zählt es 2013 zu den teuersten Anwesen weltweit.
An der sogenannten Gold Coast auf Long Island baute sich der alternde Unternehmer 1916 den 56-Zimmer-Landsitz Winfield Hall. Dort nahm sich seine unglücklich verheiratete Tochter Edna 1918 das Leben, so dass seine Enkelin Barbara Hutton seine Alleinerbin wurde. Winfield Woolworth leitete sein Unternehmen bis zu seinem Tod im Jahr 1919 selbst. Zu diesem Zeitpunkt besaß er ein Vermögen von 65 Millionen US-Dollar (entspricht heute ungefähr 1,02 Milliarden US-Dollar), und sein Unternehmen bestand aus über 1000 Filialen.
Seine Grabstätte, ein Mausoleum im neo-ägyptischen Stil, befindet sich auf dem Woodlawn Cemetery im New Yorker Stadtteil Bronx.